# Выжницкий национальный природный парк
Вы́жницкий национа́льный приро́дный парк (укр. Вижницький національний природний парк) — национальный природный парк, расположенный на территории Вижницкого района Черновицкой области (Украина). Администрация парка расположена в пгт Берегомет.
Создан 30 августа 1995 года. Площадь — 7 928,4 га.

## История
Национальный природный парк «Вижницкий» создан в соответствии с Указом Президента Украины от 30 августа 1995 года № 810. За время выполнения натурных лесоустроительных работ 2008—2009 года, согласно Указу Президента Украины "О расширении территории национального природного парка «Вижницкий» от 4 сентября № 818/ 07, территория парка увеличилась на 3309,6 га, в том числе 1243,5 га земель, которые изымаются в установленном порядке и передаются в постоянное пользование НПП «Вижницкий» и 2066,1 га земель, которые включаются в его состав без изъятия у землепользователей. Итак, теперь общая площадь НППВ составляет 11238,0 га, из которых 8246,2 га земель парка предоставлено в постоянное пользование.
Парк создан для сохранения, воспроизводства и рационального использования природных ландшафтов Буковинских Карпат с уникальными историко-культурными комплексами.

## Описание
По функциональному зонированию территории, заповедная зона составляет 2153,2 га, зона регулируемой рекреации — 5222,1 га, зона стационарной рекреации — 49,2 га, хозяйственная зона — 3811,1 га. В парке работают 87 человек, из них в научном подразделении — 6, в службе охраны — 29 человек.
По площади это один из самых маленьких национальных природных парков Украинских Карпат, однако с его появлением была сформирована сеть заповедных территорий, представляющих все высотно-поясные структуры горной страны. В отличие от других национальных парков региона, где преобладают средне-, и частично высокогорные ландшафты и растительность, Вижницкий национальный природный парк представляет низкогорную часть Карпат с достаточно мягким климатом и преобладанием в лесах теплолюбивых пород — бука и пихты.
Территория национального парка расположена на грани Украинских Карпат (области Внешних Карпат) и Прикарпатья. В районе низкогорного рельефа Покутско-буковинских Карпат горные хребты невысокие, имеют сглаженные вершинные гребни, и только хребет Смидоватый в южной части парка можно отнести к скибовому среднегорью с высотами 1000 м и более над у.м. В целом рельеф территории национального парка отличается мягкостью очертаний, что обусловлено малой устойчивостью флишевых отложений, которые его составляют, к денудации. Острые формы рельефа и крутые склоны более 45 — 50° встречаются лишь в западной части реки Черемош, в местах выхода песчаников, а также в эрозионных врезах русел рек. Кое-где есть сдвиги и осыпи небольших размеров.
Ландшафтное разнообразие парка определяется принадлежностью к бассейнам рек Черемош и Сирет. Восточная, Сиретская часть имеет более сглаженные контуры горных цепей, широкие долины его притоков Сухого и Стебника, меньшее количество геологических пластов. Западная, Черемошская часть парка в бассейне рек Большой и Малой Виженки расчленена значительно глубже и интенсивнее. Поэтому здесь распространены крутые склоны с обнажениями горных пород, живописные скалы, многочисленные водопады, ущелья-ворота.
Климат на территории национального природного парка умеренно континентальный, с достаточным и избыточным увлажнением, не жарким летом, мягкой зимой, тёплой осенью. Наблюдаются значительные микроклиматические различия между двумя частями парка, Сиретской и Черемошской (всего в Черемошской части заметно теплее), а внутри этих районов — между склонами южной и северной экспозиций. Обычной является ситуация, когда зимой на северных склонах содержится устойчивый мощный снежный покров, тогда как на южных его практически нет.
Почвенный покров парка довольно пестрый, определяемая как геоморфологическими, так и климатическими различиями его территории. Здесь распространены бурые горно-лесные, дерново-буроземные, бурозёмно-подзолистые, местами дерново-подзолистые поверхностно-оглеенные почвы.

## Природа

### Флора
Разнообразие растительного покрова и флоры национального парка обусловлено его размещением на границе двух геоботанических районов: Шешорско-Красноильского с горными елово-пихтово-буковыми и елово-буково-пихтовыми лесами и Болеховского-Берегометского с предгорными елово-буковыми лесами. Через территорию парка проходит граница двух флористических районов: Чивчинско-Гринявского и Прикарпатского. Такое расположение парка придает его флоре черты оригинальности и специфичности.
Основным богатством парка являются леса, занимающие более 95 % его территории. В территорию парка вошли ландшафтные заказники общегосударственного значения «Стебник» и «Лужки», заповедные урочища «Стаечний» и «Яворов» с участками коренных высокопродуктивных буковых и буково-пихтовых насаждений. Наибольшие площади в парке заняты елово-буковыми лесами, реже случаются чисто буковые леса. Всего на буковые и пихтовые леса приходится 60 % лесопокрытой площади парка. Несмотря на достаточную обжитость этих мест, здесь ещё встречаются отдельные участки лесов, где деревья бука и пихты достигают высоты 40 м и 70-90 см в диаметре. Послелесовые луга (полонины) занимают сравнительно небольшие площади на склонах и гребнях гряд.
Всего на территории национального парка выявлено 960 видов сосудистых растений (из них 40 видов занесены в Красную книгу Украины). Мохообразных зарегистрировано 236 видов. Среди редких, исчезающих и редких видов буковых и елово-буковых лесов следует отметить значительную группу видов орхидных, занесенных в Красную книгу Украины. Наибольшую ценность представляет надбородник безлистный — одна из самых редких орхидей флоры Украины. Сейчас в Карпатах известны лишь два места, где растет эта редкая орхидея, и оба они — на территории парка «Вижницкий».
В лесах национального парка произрастает также немало реликтовых видов, в частности папоротник из рода многорядников. Вижницкий парк — это единственное место в Украинских Карпатах, где растут три вида этого рода: папоротник шиповатый, копьевидный и Брауна. Кроме этих видов, здесь встречаются и другие реликты: плющ обыкновенный, лунник оживающий, кадило карпатское и т. д.. Большим фитоценотическим многообразием и видовым богатством отмечаются послелесовые луга на хребте Банькив. Здесь есть более 10 видов, занесенных в Красную книгу Украины: любка двулистная, билинец длиннорогий, (или комарниковый), траунштейнера шаровидная, ятрышник салеп, безвременник осенний и др.. В другом урочище парка — урочище Бука, выявлено 13 «краснокнижных» видов, среди которых особого внимания заслуживают гронянка полулунная, дремлик болотный и ятрышник блошиный. Также особо ценным является луговое урочище Волот, где растут 10 краснокнижных видов. Среди них такие ценные лекарственные растения, как арника горная и белладонна обыкновенная.

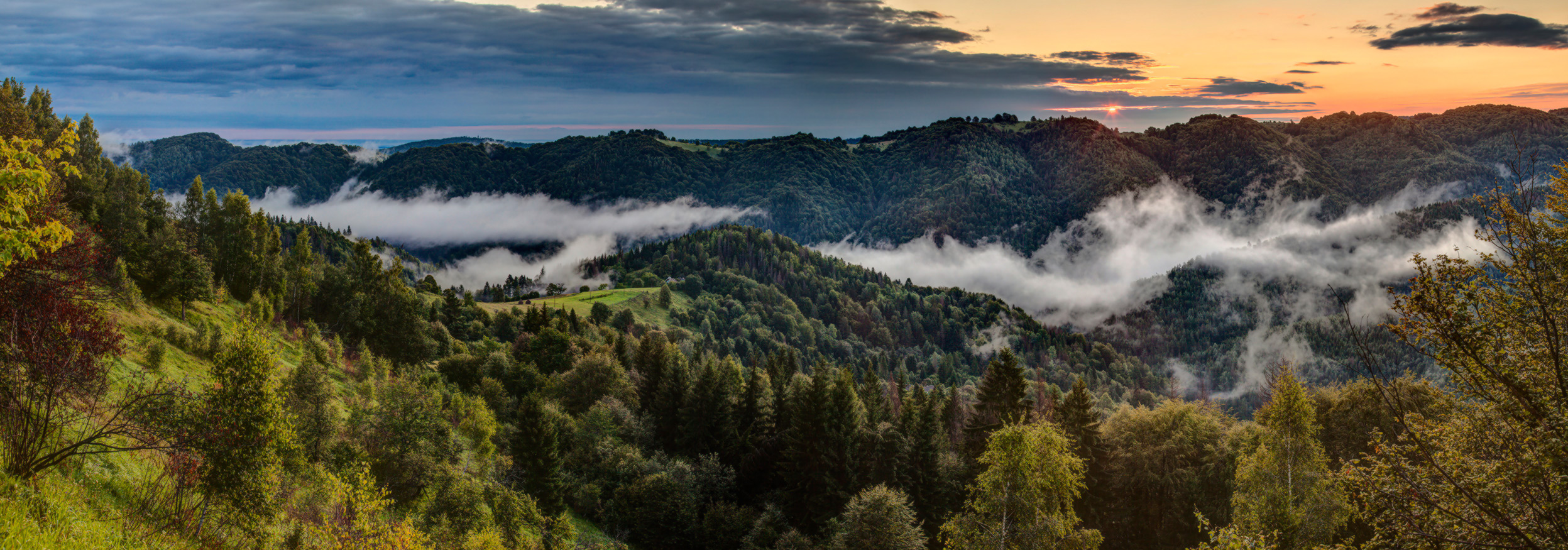

### Фауна
Большинство наземных позвоночных животных парка являются типичными представителями широколиственных и смешанных лесов Европы (белый аист, малый подорлик, соня-полчок, лесная соня и орешниковая, лесной кот). Незначительным является доля видов средиземноморского происхождения (огненная саламандра, обыкновенная квакша, эскулапов полоз и др.), мало также типичных горных (желтобрюхая жерлянка, щеврица горная, горная трясогузка и др.) и бореальных видов (глухарь, рябчик, мохноногий сыч, длиннохвостая неясыть, рысь, бурый медведь и др.).
Всего фауна позвоночных национального парка представлена 1 видом круглоротых, 20 видами рыб, 12 — земноводных, 7 — пресмыкающихся, 141 вид; — птиц, 52 вида млекопитающих. Из них 62 вида занесены в Красную книгу Украины, а 11 видов — в Европейский красный список.